# تيرينس جيمس ريد
تيرينس جيمس ريد (بالإنجليزية: Terence James Reed)‏ هو باحثة في  الدراسات الألمانية بريطاني، ولد في 1937 في لندن في المملكة المتحدة.